# Steeg (Bacharach)
Steeg ist ein Ortsteil der Stadt Bacharach am Rhein im Mittelrheintal im Landkreis Mainz-Bingen in Rheinland-Pfalz. Er ist mit etwa 600 Einwohnern der größte Stadtteil.

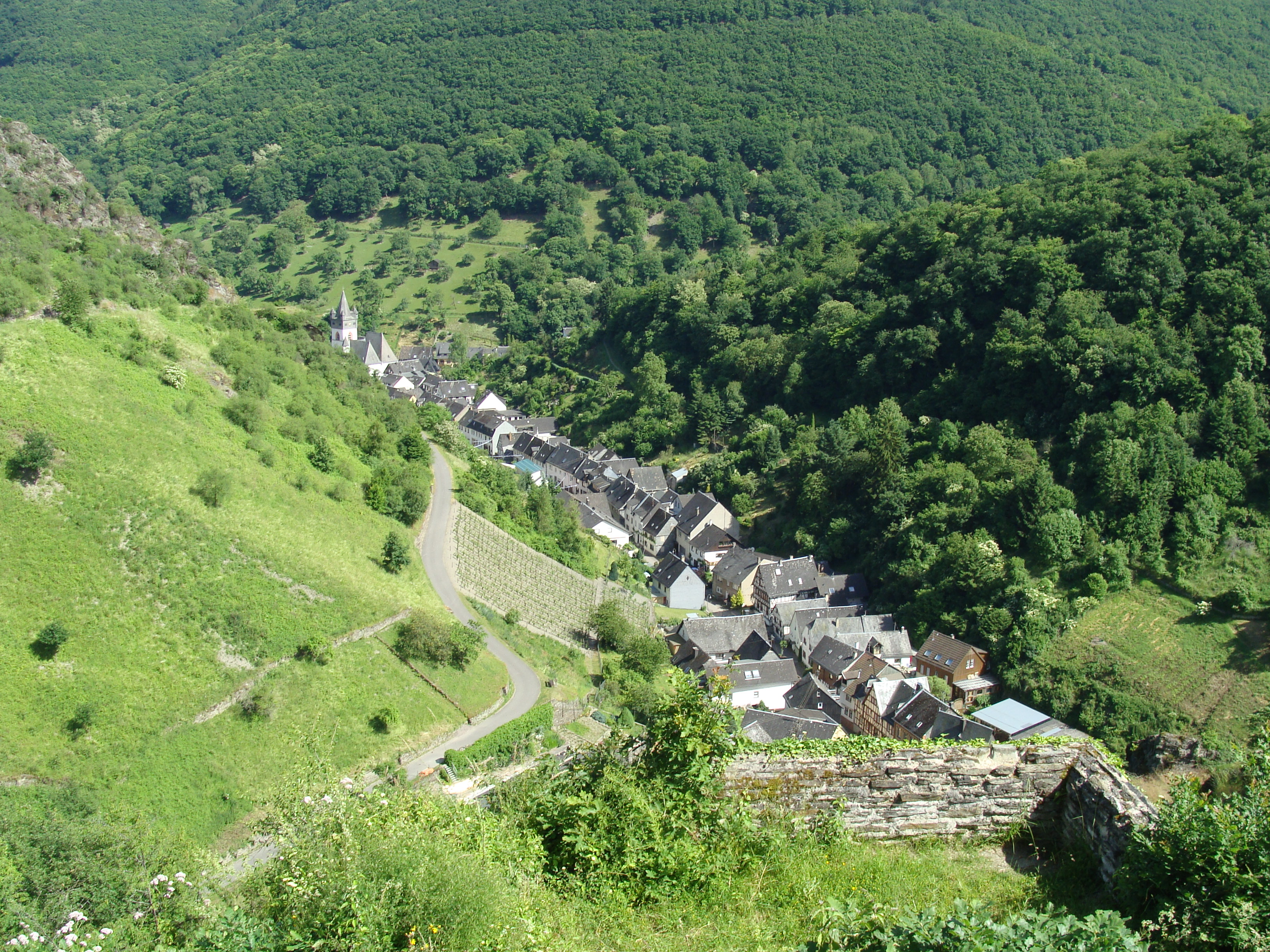
Blick von der Burg Stahlberg

## Geographie
Der Ortsteil Steeg liegt im Münzbachtal etwa 1,5 km westlich von Bacharach.
Zu Steeg gehören auch die Wohnplätze Forsthaus Erbach, Hasenmühle, Nauheim und Schönblick.

## Geschichte

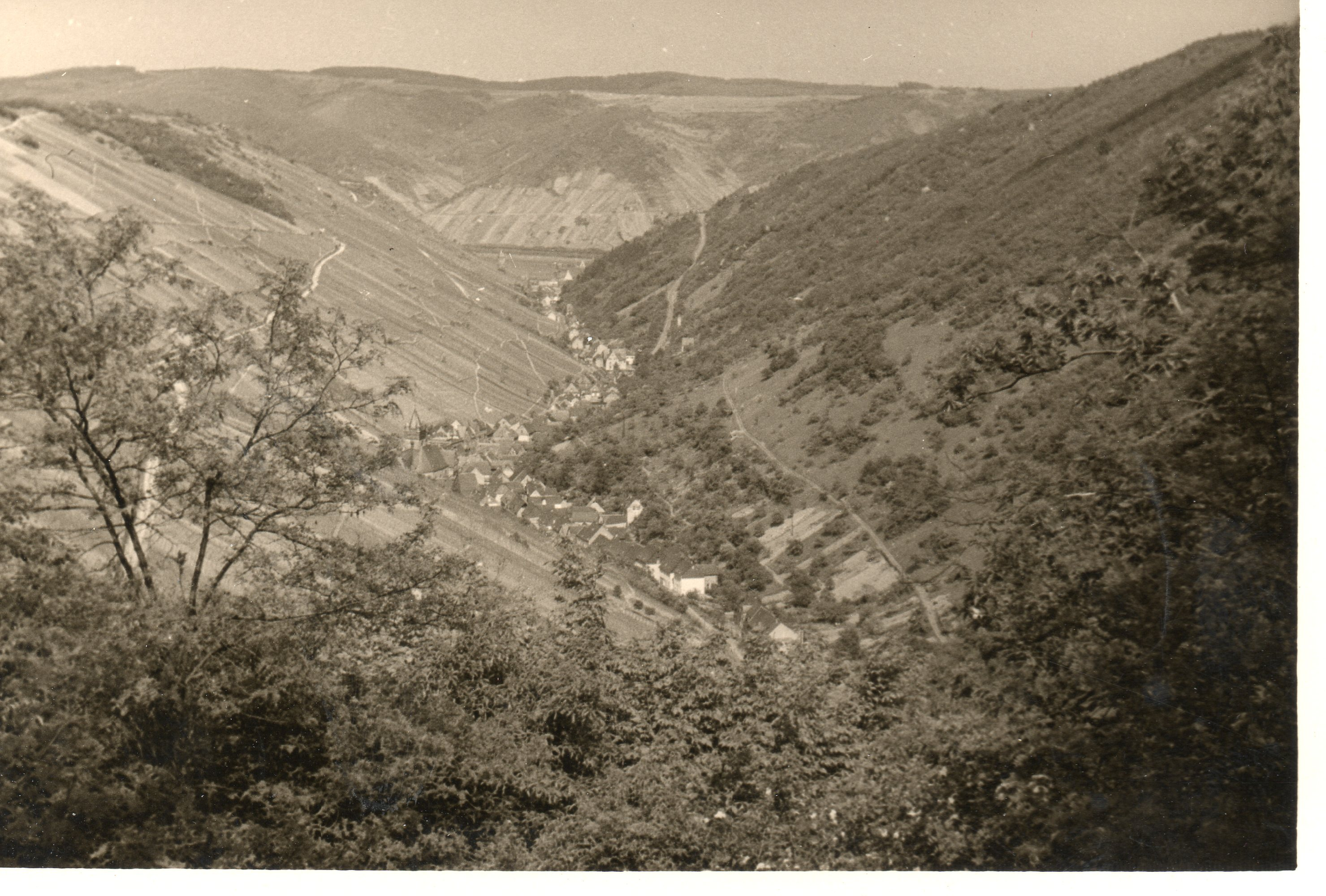
Münzbachtal im Sommer 1958

Die über dem Ort befindliche Burg Stahlberg wurde im 12. Jahrhundert von den Kölner Erzbischöfen gebaut. Bereits 1243 ging sie zusammen mit Fürstenberg als Lehen an die Wittelsbacher Pfalzgrafen. Im Mittelalter gehörte Steeg zu den vier „gefreite Thäler“ genannten Hauptorten eines ehemals im Besitz der Kölner Erzbischöfe befindlichen Gebietes, das noch heute „Viertälergebiet“ genannt wird.
Der Frühhumanist und Künstler Wienand Ort von Steeg (1371–1454), der wegen seiner Gelehrsamkeit zum Sekretär des Königs Sigismund berufen wurde, gehört zu den größten und bedeutenden Söhnen von Steeg.
Am 7. Juni 1969 wurde Steeg in die Stadt Bacharach eingemeindet.

### Name
Der Ortsname Steeg leitet sich wahrscheinlich von „Steige“ ab, das eine vom Rheintal hoch zum Hunsrück führende Straße bezeichnete. Im Viertälergebiet und auch darüber hinaus ist der Spottname der Einwohner von Steeg als die „Steeger Esel“ bekannt. Diese Bezeichnung rührt von einer früher in Steeg praktizierten Arbeitsweise her, die zur Arbeitserleichterung beitrug, und hat nichts mit dem „dummen Esel“ zu tun.

### Nachbarschaften
In Steeg haben sogenannte Brunnennachbarschaften eine lange Tradition. Steeg ist auch heute noch die in neun Nachbarschaften Nauheim, Giebelspforte, Grindel, Hinterweg, Untere Biesel, Obere Biesel, Lennenborn, Mittlere Borbach und Obere Borbach unterteilt.
Trotz des Zeitenwandels sind die Nachbarschaften teilweise noch aktiv. Der letzte Dienst des Tragens Verstorbener zur Ruhestätte, das Führen eines Nachbarschaftsbuches, in dem das Geschehen Jahr für Jahr festgehalten wird, und das Treffen zum Frühschoppen am Kirmessonntag werden bis heute gepflegt. Untere Biesel und Obere Biesel haben ihren Namen vom Bieselbach, Mittlere Borbach und Obere Borbach ihren vom Borbach. Beide Bäche vereinigen sich in Steeg zum Münzbach.

## Wirtschaft
Früher lebten die Dorfbewohner vom Weinbau, Landwirtschaft und von Waldnutzung. Noch heute wird Steeger Riesling auf den Steilhängen angebaut, teilweise mit Hangneigung von mehr 60 %. Die Bevölkerung lebt weitgehend vom Tourismus und bietet Ferienmöglichkeiten auf dem Lande.

## Politik
Steeg ist  als Ortsbezirk ausgewiesen und wird politisch von einem Ortsbeirat und einem Ortsvorsteher vertreten.
Der Ortsbeirat besteht aus sieben Ortsbeiratsmitgliedern. Bei der Kommunalwahl am 9. Juni 2024 wurden die Beiratsmitglieder in einer Mehrheitswahl gewählt. Die Sitzverteilung im gewählten Ortsbeirat:
| Wahl | SPD               | FDP               | FWG               | Gesamt  |
| ---- | ----------------- | ----------------- | ----------------- | ------- |
| 2024 | per Mehrheitswahl | per Mehrheitswahl | per Mehrheitswahl | 7 Sitze |
| 2019 | 1                 | –                 | 6                 | 7 Sitze |
| 2014 | –                 | 1                 | 6                 | 7 Sitze |

Dietmar Zahn wurde am 29. August 2024 Ortsvorsteher von Steeg. Bei der Direktwahl am 9. Juni 2024 war er als einziger Bewerber einen Stimmenanteil von 87,2 % für fünf Jahre gewählt worden.
Zahns Vorgänger Dieter Stiehl (FWG) hatte das Amt seit 2009 inne. Zuletzt bei der Direktwahl am 26. Mai 2019 war er mit einem Stimmenanteil von 78,73 % in seinem Amt bestätigt worden. Bei der Kommunalwahl 2024 kandidierte Dieter Stiehl nicht erneut als Ortsvorsteher.

## Sehenswürdigkeiten

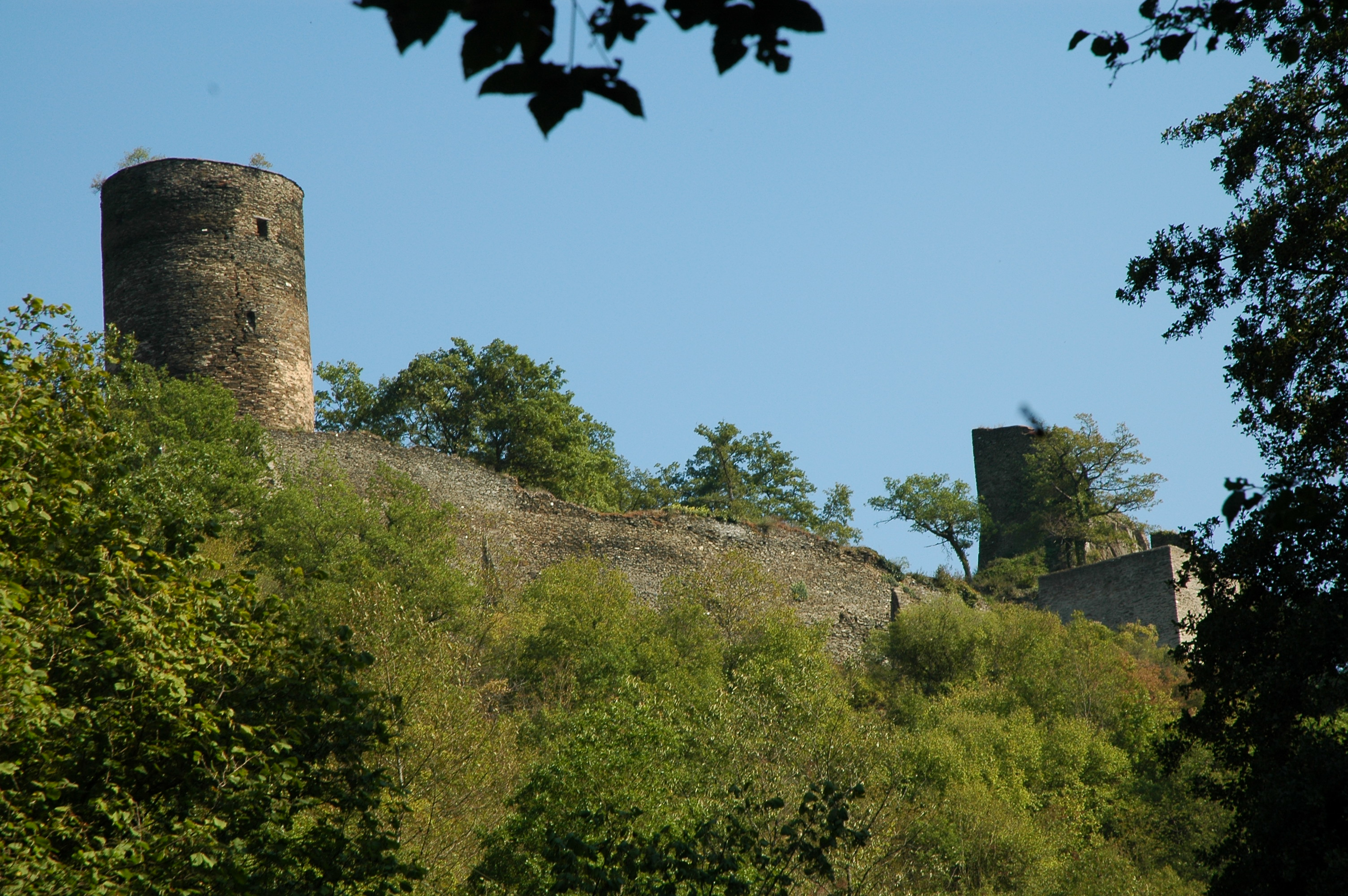
Ruine Stahlberg

- Von der Burg Stahlberg sind Reste erhalten. Sie entstand in der zweiten Hälfte des 12. Jahrhunderts und wurde mit der 1219 erbauten Burg Fürstenberg zum Schutz des „Viertälergebietes“ errichtet. Heute ist die Ruine im Eigentum des Rheinischen Vereins für Denkmalpflege und Landschaftsschutz. In der Schildmauer sind Öffnungen für den Torriegel sichtbar. Die Kernburg ist oval, im Westen erhebt sich ein runder Turm, im Osten, an der höchsten Stelle, ein rechteckiger.
- Die evangelische St.-Anna-Kirche wurde in der zweiten Hälfte des 14. Jahrhunderts erbaut, sie ist eine unregelmäßig zweischiffige Hallenkirche mit einem südlichen Haupt- und nördlichen Seitenschiff, beide im Osten mit einer Apsis geschlossen, und einem ins nördliche Schiff eingebauten Turm. Erwähnenswert sind einige Wandmalereien aus der Erbauungszeit sowie die Stumm-Orgel von 1802, welche nach aufwändiger Restaurierung 2006 wiedereingeweiht wurde.

- Zehnthaus in der Straße Am Gründel, im 16. Jahrhundert erbaut
- Borbachstraße mit langer Fachwerkhäuserzeile
- Hasenmühle